# 파리자리
파리자리(Musca [ˈmʌskə])는 남쪽 하늘에 위치한 작은 별자리로, 두 명의 모험가들(Pieter Dirkszoon Keyser, Frederick de Houtman)에 의해 1600년경에 처음 만들어졌고, 요한 바이어의 《우라노메트리아》에 처음 등장하였다.
이 별자리는 대한민국에서는 볼 수 없다. 북위 10도 이남에서만 관측이 가능하기 때문에 적도 부근을 제외한 북반구에서는 거의 보기가 힘들다.

## 별과 천체

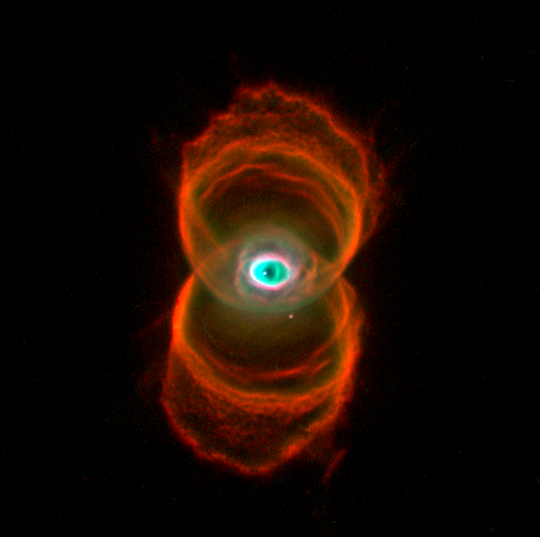
MyCn 18 행성상 성운

눈에 띄는 3등성 이상의 밝은 별은 없다.
- 파리자리 순변엑스선 초신성 1991(soft X-ray transient Nova Muscae 1991): 별과 블랙홀로 이루어진 연성으로, 1991년의 폭발로 발견되었다. 복사에너지는 양성자 소멸 과정에서 생산되었다.
- NGC 5189: 특이한 행성상성운으로, 약 3,000광년 떨어져 있다. 독특한 구조가 게성운을 축소한 것처럼 닮았다.
- MyCn 18(Hourglass Nebula: 모래시계 성운): 약 8,000광년 떨어져 있다.
- NGC 4833: 비교적 오래된 구상성단으로, 파리자리 δ 부근에 있다. 21,200광년 떨어져 있으며, 은하 평면 부근의 먼지 구름으로 어느 정도 가려져 있다.
- NGC 4372: 구상성단이다. 파리자리 γ 부근에 있으며, 어둡고, 일부가 먼지에 의해 가려져 있다.

## 역사와 신화

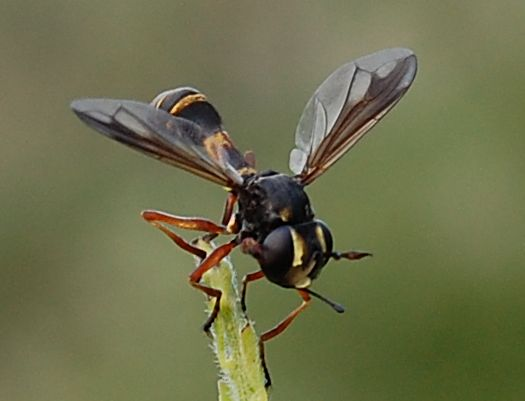
파리(Conopidae)

파리자리의 원래 이름은 'Apis(벌)'이었다. 요한 바이어에 의해 도입되어 하늘의 남극 부근의 비어 있는 영역을 채웠다. 이전의 고전 문화에서는 알려져 있지 않으며, 관련된 신화도 없다. 1752년에는 라카유가 남쪽 파리자리(Musca Australis)로 명칭을 바꾸었는데, 이는 '북쪽 파리자리(Musca Borealis)'에 대응된 것이었다. '북쪽 파리자리'는 양자리 일부의 별로 이루어졌으나, 사라지게 되었다. 현재는 이 명칭을 줄여서 '파리자리(Musca)'로 부른다.

## 같이 보기
- 국제천문연맹 지정 별자리